# Otto Ackermann (dyrygent)
Otto Ackermann (ur. 5 października 1909 w Bukareszcie, zm. 9 marca 1960 w Wabern bei Bern) – szwajcarski dyrygent pochodzenia rumuńskiego.

## Życiorys
W latach 1920–1925 studiował w konserwatorium w Bukareszcie, następnie od 1926 do 1928 roku był uczniem George’a Szella i Juliusa Prüwera w berlińskiej Hochschule für Musik. Debiutował jako dyrygent w operze bukareszteńskiej w wieku 15 lat. Pełnił funkcję dyrygenta teatrów operowych w Düsseldorfie (1927–1932) i Brnie (1932–1935). Od 1935 roku przebywał w Bernie, gdzie był dyrygentem i reżyserem w teatrze miejskim. W kolejnych latach piastował stanowisko dyrygenta Volskoper w Wiedniu (1947–1952), opery w Zurychu (1948–1953) i opery w Kolonii (1954–1958). 
Zasłynął jako interpretator dramatów muzycznych Richarda Wagnera, zdobył też popularność dyrygując operetkami Franza Lehára i Johanna Straussa.